# Diplocephalus sphagnicola
Diplocephalus sphagnicola là một loài nhện trong họ Linyphiidae.
Loài này thuộc chi Diplocephalus. Diplocephalus sphagnicola được Kirill Yuryevich Eskov miêu tả năm 1988.